# Xavier Leroux

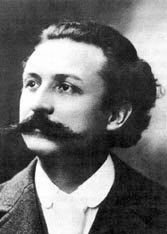
Xavier Leroux (um 1900)

Xavier Henry Napoleón Leroux (* 11. Oktober 1863 in Velletri; † 2. Februar 1919 in Paris) war ein französischer Komponist.

## Leben
Xavier Leroux studierte am Pariser Konservatorium bei Jules Massenet und Théodore Dubois und gewann 1885 mit der Kantate Endymion den  1. Prix de Rome, dies erlaubte ihm einen einjährigen Aufenthalt in der Villa Medici in Rom, wo er sich Claude Debussy anfreundete. Seit 1896 bis zu seinem Tode unterrichtete er als Professor für Harmonielehre am Pariser Konservatorium, dort zählten unter anderem Paul Paray, Roger Désormière, Eugène Bigot, Georges Dandelot, Albert Wolff, Henri Mulet, Louis Fourestier und Alfredo Casella zu seinen Schülern. Leroux, Xaver-Henry Napoleón gab die Zeitschrift »Musica« heraus.
Leroux komponierte verschiedene Orchester- und Chorwerke. Er wurde vor allem als Vertreter der naturalistischen französischen Oper bekannt. Als sein Meisterwerk gilt die Oper Le Chemineau, die zwischen 1907 und 1945 sechsmal an der Pariser Opéra-Comique aufgeführt wurde. Casella widmete ihm 1905 seine Symphonie Nr. 1 h-Moll Op. 5.
Leroux war mit der aus Brüssel stammenden Sopranistin Marie-Antoinette Willemsen, die unter dem Pseudonym Meyrianne Héglon (1867–1942) auftrat, verheiratet.

## Werke
- Evangéline, Oper, Brüssel 1895 (jeweils Uraufführung)
- Vénus et Adonis, Oper, 1897
- Astarté, Oper, ParisGO 1901
- La Reine Fiammette, Oper, ParisOC 1903
- William Ratcliff, Oper nach Heinrich Heine, 1907
- Le Chemineau, Oper, ParisOC 1907
- Théodora, Oper, Monte Carlo 1907
- Le Carillonneur, ParisOC 1913
- La Fille de Figaro, Oper, Paris 1914
- Les Cadeaux de noël, Oper, Paris 1915
- 1814, Oper, Monte Carlo 1918
- Nausithoé, Oper, Nizza 1920
- La plus forte, Oper unvoll., ParisOC 1924
- L’Ingénu, Oper, 1931